# N102 (België)
De N102 is een gewestweg in de Belgische provincie Antwerpen. De weg verbindt de N110 in Meerhout met de N174 in Winkelomheide, een dorp in de stad Geel. De totale lengte van de N102 bedraagt ongeveer 4 kilometer.

## Plaatsen langs de N102
- Meerhout
- Zittaart
- Winkelomheide